# 3703-as mellékút (Magyarország)
A 3703-as számú mellékút egy valamivel több, mint 18 kilométeres hosszúságú, négy számjegyű mellékút Borsod-Abaúj-Zemplén vármegyében; a 3-as főút halmaji szakaszától húzódik Abaújszántóig.

## Nyomvonala
A 3-as főút 208+550-es kilométerszelvényénél lévő körforgalomból ágazik ki délkelet felé: ebből a csomópontból közvetlenül lehet csatlakozni az M30-as autópályához, de itt ágazik ki északkeletnek a 2624-es út is, Baktakék-Krasznokvajda irányába. Kezdőpontja Kázsmárk és Halmaj határvonalán található, de előbbi települést ennél jobban nem is érinti, első métereitől halmaji területen húzódik. 
Mintegy 800 méter után éri el e község belterületének északnyugati szélét, ahol a Fő utca nevet veszi fel. Alig 100 méterrel arrébb kiágazik belőle dél felé az az önkormányzati út (Állomás utca), amely a Felsőzsolca–Hidasnémeti-vasútvonal Halmaj vasútállomásának közúti elérését biztosítja, körülbelül 1,1 kilométer megtétele után pedig az út keresztezi is a vasutat, szintben, nyílt vonali szakaszon. A folytatásban végighúzódik a község központján; a második kilométerét elhagyva kilép a belterületről, 3,2 kilométer után pedig a határai közül is kilép. Következő, alig 300 méteres szakasza Nagykinizs lakatlan külterületei között húzódik, e települést észak felől messze elkerülve.
3,5 kilométer megtételét követően éri el a következő település, Kiskinizs határszélét, nem sokkal később pedig már lakott helyek között halad, előbb Dózsa György utca, majd Kinizsi Pál utca néven, keleti irányt követve. 4,3 kilométer után kilép e községből, délkeletnek fordul, és kisvártatva – már Hernádkércs közigazgatási területén – áthalad a Hernád fölött. A település első házait nagyjából 5,2 kilométer után éri el, a Halmaji út nevet felvéve, majd alig 150 méterrel arrébb egy elágazása következik: délnyugat felé kiágazik belőle a 3727-es út, mely Megyaszó központjáig vezet, maga a 3703-as pedig északkeletnek fordul és Kossuth utca néven húzódik tovább. Körülbelül 6,5 kilométer után lép ki a belterületről, 6,9 kilométer után pedig a községhatárt is átlépi.
Felsődobsza a következő, útjába eső település, ahol szinte egyből lakott területek közé is ér, a Kossuth utca nevet felvéve. A központban, nagyjából 8,4 kilométer után egy éles irányváltással dél-délkeleti irányba fordul, és Rákóczi utca lesz a neve, a belterület széléig, amit rövidesen el is ér. Egy kanyargósan emelkedő, szerpentines, és jobbára külterületek közt húzódó szakasza következik – ez a Hunyadi utca nevet viseli – majd 9,8 kilométer után elhalad egy kilátópont mellett, ahonnan jó kilátás nyílik a községre és környékére éppúgy, mint a fölé magasodó Várdombra is. A 10. kilométerénél egy kisebb, különálló településrész házai között halad át, Béke utca néven, és már a 13+250-es kilométerszelvénye közelében jár, amikor teljesen elhagyja Felsődobszát.
Abaújszántó határai között folytatódik, de sokáig külterületen, már 17,4 kilométer megtétele közelében jár, amikor eléri a kisváros legnyugatibb házait, a Dobszai út nevet felvéve. Alig 300 méterrel arrébb keresztezi a Szerencs–Hidasnémeti-vasútvonalat, Abaújszántói fürdő megállóhely térségének északi szélénél, majd 17,9 kilométer után áthalad egy körforgalmú csomóponton, ahol észak felől a 3704-es út csatlakozik hozzá. Kicsivel ezután véget is ér, Abaújszántó központjának déli széle közelében, beletorkollva a 39-es főútba, annak a 13+350-es kilométerszelvénye közelében.
Teljes hossza, az országos közutak térképes nyilvántartását szolgáló kira.kozut.hu adatbázisa szerint 18,021 kilométer.

## Települések az út mentén
- (Kázsmárk)
- Halmaj
- (Nagykinizs)
- Kiskinizs
- Hernádkércs
- Felsődobsza
- Abaújszántó